# Panicum lineale
Panicum lineale là một loài thực vật có hoa trong họ Hòa thảo. Loài này được H.St.John mô tả khoa học đầu tiên năm 1987.